# Groene spoorspin
De groene spoorspin (Cheiracanthium virescens) is een spinnensoort uit de familie Cheiracanthiidae.
De wetenschappelijke naam van de soort werd in 1833 als Clubiona virescens gepubliceerd door Carl Jakob Sundevall.